# 김홍집 (음악가)
김홍집(1970년 ~ )은 음악 감독으로서 고려대 신문방송학과를 졸업하였다. 그는 자우림과 황보령의 음반 프로듀싱에 도움을 주기도 했다. 인디 음반 제작에서 시작하여, TV 드라마 주제곡, 영화 음악 감독에 이르기까지 폭넓은 활동을 펼쳐온 음악가로,  기존 영화음악의 관습적인 틀을 깨고 신선하고 감각적인 작곡과 스코어 배치로 극의 흐름을 더욱 풍부하게 살려준다는 평을 받고 있다.
영화 《하녀》로 제 30회 영평상 음악상과 벨기에 겐트 국제음악영화제의 베스트 뮤직 (조르쥐 들르뤼상) 을, 《돈의 맛》으로 부일영화상 음악상을 수상했다.

## 주요 활동

### 영화 음악
- 2017년 - 《불한당》, 《장산범》
- 2016년 - 《좋아해줘》
- 2015년 - 《나의 절친 악당들》, 《그놈이다》
- 2014년 - 《방황하는 칼날》, 《나의 독재자》
- 2012년 - 《돈의맛》, 《화차》, 《26년》, 《나의 PS 파트너》
- 2010년 - 《하녀》
- 2009년 - 《김씨표류기 / Castaway on the Moon》, 《불신지옥》
- 2008년 - 《비스티보이즈》
- 2006년 - 《오래된 정원》, 《천하장사 마돈나 / Like a Virgin》
- 2005년 - 《나의 결혼원정기 / Wedding Campaign》
- 2004년 - 《그때 그사람들 / The President's Last Bang》
- 2003년 - 《바람난 가족 / A Good Lawyer's Wife》, 《마지막 늑대 / The last wolf》
- 2001년 - 《와니와 준하 / Wanee & Junha》
- 1999년 - 《행복한 장의사》

### 음반
자우림, 황보령, 조성빈 음반 Co-Producer
가을방학 2집 Producer

### TV 음악
<여비서> <창포필 무렵> <낮에도 별은 뜬다> <사랑에 대한 예의> <고백>